# Torricella del Pizzo

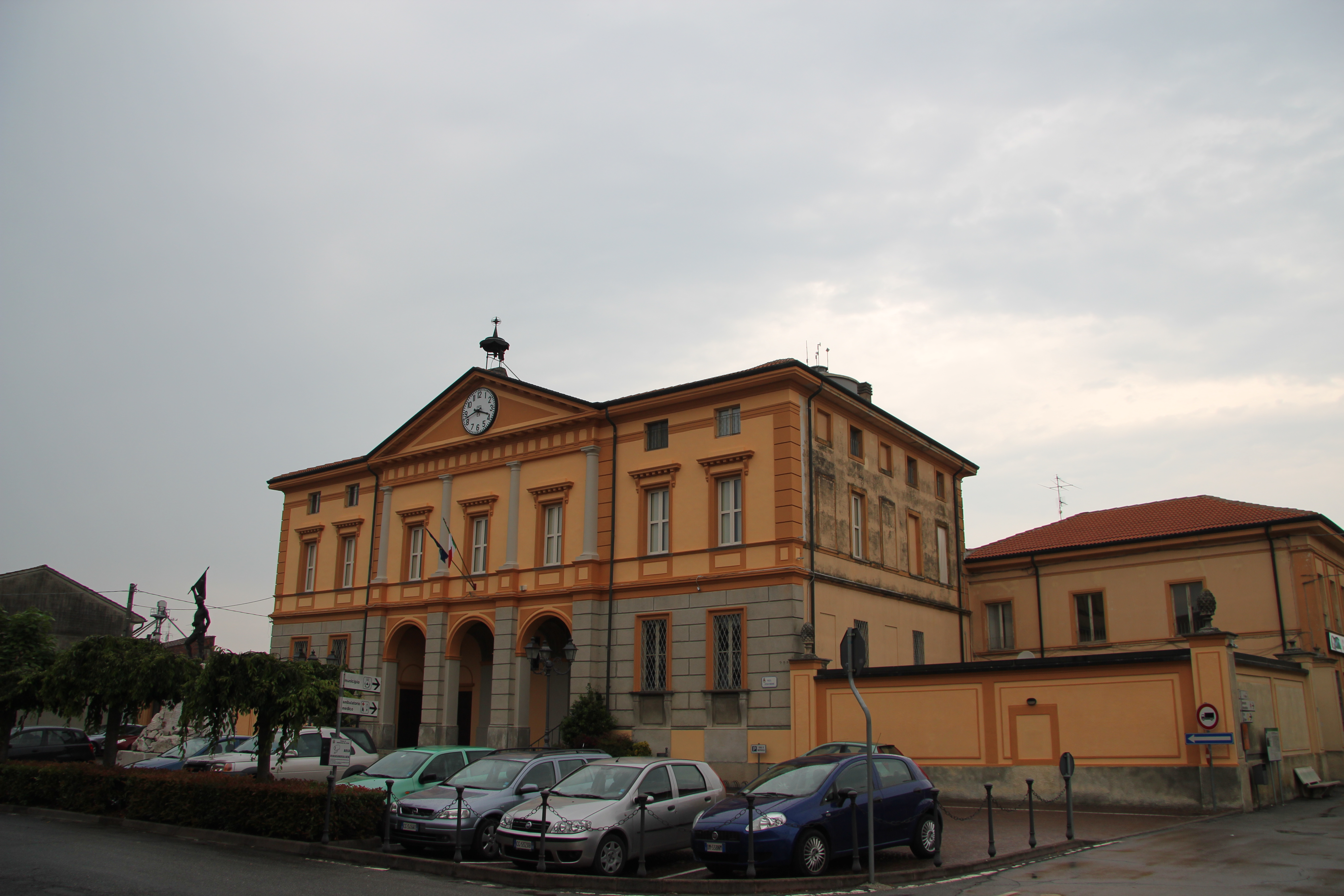
Rathaus von Torricella del Pizzo

Torricella del Pizzo ist eine norditalienische Gemeinde (comune) in der Provinz Cremona in der Lombardei mit 578 Einwohnern (Stand 31. Dezember 2023). Die Gemeinde liegt etwa 24,5 Kilometer südsüdöstlich von Cremona am Po und grenzt unmittelbar an die Provinz Parma (Emilia-Romagna).